# Nepenthes attenboroughii
Nepenthes attenboroughii е хищно планинско растение от род Nepenthes. Кръстено е на британския натуралист и водещ на научнопопулярни предавания сър Дейвид Атънбъро, който е ревностен почитател на представителите от рода. Видът е открит във Филипините.

## История на откриването
Nepenthes attenboroughii е открит от младите учени Alastair S. Robinson, Stewart R. McPherson и Volker B. Heinrich през месец юни 2007 година. Това става по време на двумесечна изследователска експедиция целяща да открие и опише нови видове хищни растения от Филипините. Мисията е продиктувана от съобщения на двама мисионери изкачили района на планината Виктория на остров Палаван. Те били тук през 2000 година и съобщават за наличието на огромни стомнообразни хищни растения. Официално резултатите от проучването са оповестени през февруари 2009 г.

## Описание
Растението е храстовидно с височина до 1,5 m. Листата са месести, без дръжка, продълговати до елипсовидни. Притежава камбановидни образувания с височина до 30 cm и широчина при гърлото до 16 cm. Това е едно от най-големите приспособления за улавяне на жертви, източници на хранителни вещества за растението. Обемът му е около 1,5 литра, но са наблюдавани и камбанки с обем около 2 литра.
Камбанките са с отворени капачета и обикновено са изпълнени с течност, в която често се развиват ларви на комари. В тях се улавят насекоми и дребни животни. Наблюдавани са и случаи на улавяни гризачи с размер на плъх. Според авторите обаче случаите на улавяне на гризачи се дължи по-скоро на нещастни случаи, отколкото на честа практика за растението. Смята се, че растението улавя предимно едри насекоми.

## Разпространение
Nepenthes attenboroughii е ендемичен вид във Филипините. Среща се единствено в планината Виктория на остров Палаван на надморска височина над 1600 m. Видът е тясно свързан с видовете Nepenthes deaniana и Nepenthes mantalingajanensis от Палаван, Nepenthes mira и Nepenthes peltata от Минданао и Nepenthes rajah от Борнео. Смята се, че всички тези видове имат общ прародител, обитавал остров Борнео.